# Autoserica monticola
Autoserica monticola är en skalbaggsart som beskrevs av Moser 1915. Autoserica monticola ingår i släktet Autoserica och familjen Melolonthidae. Inga underarter finns listade.